# Árnyéklevél
Az árnyéklevél az alacsony megvilágítottsághoz alkalmazkodott levél. Ellentéte a fénylevél.
A fás növények árnyéklevelei mezomorf jellegűek, a korona belsejében találhatók. Az árnyéklevelek nagyobbak, epidermiszük fala vékonyabb, kevesebb gázcserenyílást tartalmaznak. Érhálózatuk fejletlenebb, mezofillumuk keskenyebb, a levelek átlagos szöveti sűrűsége pedig kisebb a fénylevelekénél. Paliszád parenchimájuk csak egyrétegű, nem összefüggő. Sok az intracelluláris járat. Az árnyéklevelek a fényleveleknél több tilakoid teret tartalmaznak, és fotoszintézisüket nagyobb mennyiségű antennapigment segíti, ami a kisebb megvilágítás jobb kihasználását teszi lehetővé.
Az árnyéklevelek fénykompenzációs pontja alacsonyabb, mint a fényleveleké, tehát kevesebb fény mellett is nyereségesen tudnak fotoszintetizálni. A fénykompenzációs pont felett az árnyéklevelek fotoszintézis-teljesítménye alig növekszik, mivel a Calvin-ciklus enzimei csak kis mennyiségben találhatók meg bennük, hiszen alacsony megvilágítás esetén ez így gazdaságosabb.

## Fordítás
- Ez a szócikk részben vagy egészben a Schattenblatt című német Wikipédia-szócikk ezen változatának fordításán alapul.  Az eredeti cikk szerkesztőit annak laptörténete sorolja fel. Ez a jelzés csupán a megfogalmazás eredetét és a szerzői jogokat jelzi, nem szolgál a cikkben szereplő információk forrásmegjelöléseként.